# Rålidknösen
Rålidknösen este o arie protejată (arie specială de conservare — SAC, sit de importanță comunitară — SCI) din Suedia întinsă pe o suprafață de 11,9 ha, integral pe uscat.

## Localizare
Centrul sitului Rålidknösen este situat la coordonatele 64°40′50″N 18°47′13″E / 64.6806°N 18.7869°E.

## Înființare
Situl Rålidknösen a fost declarat sit de importanță comunitară în iunie 2001 pentru a proteja un număr necunoscut de specii din flora spontană și fauna sălbatică aflate în arealul zonei. Situl a fost protejat și ca arie specială de conservare în martie 2011.

## Biodiversitate
Situată în ecoregiunea boreală, aria protejată conține 2 habitate naturale: Taiga vestică, Mlaștini împădurite.
La baza desemnării sitului se află un număr nedeclarat de specii protejate.